# Alan Cobcroft
Alan Ridge Cobcroft (* 1885 in Sydney, New South Wales; † 5. September 1955 in Auckland, Neuseeland) war ein Plantagenbesitzer in Western Samoa und Politiker.

## Leben
Cobcroft wurde in der Vorstadt Summer Hill von Sydney geboren. Er besuchte die Sydney Grammar School und war an der Schule sportlich erfolgreich in Football, Rudern und Laufen. In dieser zeit spielte er auch für Newtown in der Sydney Rugby Premiership als full-back (Verteidiger). Nach dem Schulabschluss zog er 1907 nach Fidschi um auf den Zuckerrohrplantagen von CSR Limited (Colonial Sugar Refining Company) zu arbeiten. Er zog 1911 nach Western Samoa, um dort die Papaseea Plantations zu leiten und wurde Manager der Mulifanua Coconut Plantation während des Ersten Weltkrieges. Nach einem kurzen Zwischenspiel im Territorium Neuguinea kehrte er zurück nach Western Samoa und gründete seine eigene Kakao-Plantage. Er wurde Präsident der Planters Association und Vice President des Apia Turf Club.
Cobcroft bewarb sich 1932 für die Western Samoan General Election für die Legislative Assembly of Samoa mit Unterstützung der Chamber of Commerce und der Planters' Association und wurde zusammen mit seinem Schwager Irving Carruthers gewählt. Unerwartet verlor er diesen Posten bereits in den Wahlen 1935 wieder. Im folgenden Jahr gehörte er zu den Gründern der United Progressive Party und wurde deren erster Vorsitzender.
Er starb am 5. September 1955 in Auckland im Alter von 70 Jahren.